# Playoffs de la Euroliga 2015-16
Los Playoffs de la Euroliga 2015-16 se disputaron del 12 al 26 de abril de 2016. Un total de 8 equipos compitieron en los Playoffs para decidir los cuatro equipos que participan en la Final Four.

## Formato
Los Playoffs empezaron el 12 de abril y terminaron el 26 de abril de 2016. En esta fase se juega en un formato al mejor de cinco partidos. El equipo mejor clasificado del Top 16 juega el primer, el segundo y el quinto partido de la serie en casa.

## Equipos clasificados
| Grupo | 1º         | 2º              | 3º                 | 4º            |
| ----- | ---------- | --------------- | ------------------ | ------------- |
| E     | Fenerbahçe | Lokomotiv Kuban | Panathinaikos      | Estrella Roja |
| F     | CSKA Moscú | Laboral Kutxa   | FC Barcelona Lassa | Real Madrid   |

## Series
|    | Equipo          | Serie | Equipo        | Partido 1 | Partido 2 | Partido 3 | Partido 4 | Partido 5 |
| -- | --------------- | ----- | ------------- | --------- | --------- | --------- | --------- | --------- |
| A. | Fenerbahçe      | 3 - 0 | Real Madrid   | 75-68     | 100-68    | 63-75     |           |           |
| B. | Laboral Kutxa   | 3 - 0 | Panathinaikos | 84-68     | 82-78     | 75-84     |           |           |
| C. | CSKA Moscú      | 3 - 0 | Estrella Roja | 84-74     | 77-76     | 71-78     |           |           |
| D. | Lokomotiv Kuban | 3 - 2 | FC Barcelona  | 66-61     | 66-92     | 82-70     | 80-92     | 81-67     |

## Resultados

### Fenerbahçe - Real Madrid
| 12 de abril de 2016 19:45 (CET) Partido 1 | Fenerbahçe                                                        | 75–69                | Real Madrid                                                | Estambul |  |  |
|                                           | Parciales: 15-11, 26-18, 12-23, 22-17                             |                      |                                                            | |  |  |
|                                           | Estadísticas Bogdan Bogdanović 17 Ekpe Udoh 7 Bogdan Bogdanović 5 | Reporte Pts Reb Asts | Estadísticas 13 Felipe Reyes 8 Gustavo Ayón 5 Sergio Llull | Pabellón: Ülker Sports Arena Asistencia: 12.917 espectadores Árbitros: Damir Javor Milivoje Jovcic Olegs Latisevs Televisión: Euroleague TV Canal+ Deportes Esport3 ETB 4 |  |  |
| 1:0                                       |                                                                   |                      |                                                            | |  |  |
|                                           |                                                                   |                      |                                                            | |  |  |

| 14 de abril de 2016 19:45 (CET) Partido 2 | Fenerbahçe                                              | 100–78               | Real Madrid                                                     | Estambul |  |  |
|                                           | Parciales: 27-14, 27-15, 22-19, 24-30                   |                      |                                                                 | |  |  |
|                                           | Estadísticas Ekpe Udoh 18 Pero Antić 8 Kostas Sloukas 6 | Reporte Pts Reb Asts | Estadísticas 15 Sergio Rodríguez 6 Luka Dončić 3 Rudy Fernández | Pabellón: Ülker Sports Arena Asistencia: 12.904 espectadores Árbitros: Christos Christodoulou Eddie Viator Matej Boltauzer Televisión: Euroleague TV Canal+ Deportes Esport3 ETB 4 |  |  |
| 2:0                                       |                                                         |                      |                                                                 | |  |  |
|                                           |                                                         |                      |                                                                 | |  |  |

| 19 de abril de 2016 20:45 (CET) Partido 3 | Real Madrid                                                         | 63–75                | Fenerbahçe                                                      | Madrid |  |  |
|                                           | Parciales: 13-18, 14-12, 13-24, 23-21                               |                      |                                                                 | |  |  |
|                                           | Estadísticas Sergio Rodríguez 15 Gustavo Ayón 14 Sergio Rodríguez 4 | Reporte Pts Reb Asts | Estadísticas 17 Bogdan Bogdanović 12 Ekpe Udoh 5 Kostas Sloukas | Pabellón: Barclaycard Center Asistencia: 11.349 espectadores Árbitros: Borys Ryzhyk Robert Lottermoser Spiros Gkontas Televisión: Euroleague TV Canal+ Deportes Esport3 ETB 4 |  |  |
| 0:3                                       |                                                                     |                      |                                                                 | |  |  |
|                                           |                                                                     |                      |                                                                 | |  |  |

### Laboral Kutxa - Panathinaikos
| 13 de abril de 2016 20:45 (CET) Partido 1 | Laboral Kutxa                                          | 84–68                | Panathinaikos                                                            | Vitoria |  |  |
|                                           | Parciales: 18-16, 21-12, 25-21, 20-19                  |                      |                                                                          | |  |  |
|                                           | Estadísticas Darius Adams 20 Mike James 6 Mike James 6 | Reporte Pts Reb Asts | Estadísticas 21 Miroslav Raduljica 6 Miroslav Raduljica 11 Nick Calathes | Pabellón: Fernando Buesa Arena Asistencia: 10.936 espectadores Árbitros: Sreten Radovic Borys Ryzhyk Piotr Pastusiak Televisión: Euroleague TV Canal+ Deportes ETB 1 |  |  |
| 1:0                                       |                                                        |                      |                                                                          | |  |  |
|                                           |                                                        |                      |                                                                          | |  |  |

| 15 de abril de 2016 20:45 (CET) Partido 2 | Laboral Kutxa                                             | 82–78                | Panathinaikos                                                             | Vitoria |  |  |
|                                           | Parciales: 16-21, 22-15, 16-15, 19-22 (T.E.: 9-5)         |                      |                                                                           | |  |  |
|                                           | Estadísticas Darius Adams 24 Mike James 9 Dāvis Bertāns 3 | Reporte Pts Reb Asts | Estadísticas 17 Dimitris Diamantidis 10 James Gist 6 Dimitris Diamantidis | Pabellón: Fernando Buesa Arena Asistencia: 13.964 espectadores Árbitros: Sasa Pukl Milivoje Jovcic Tolga Sahin Televisión: Euroleague TV Canal+ Deportes Esport3 ETB 1 |  |  |
| 2:0                                       |                                                           |                      |                                                                           | |  |  |
|                                           |                                                           |                      |                                                                           | |  |  |

| 19 de abril de 2016 20:15 (CET) Partido 3 | Panathinaikos                                                                  | 75–84                | Laboral Kutxa                                                 | Atenas |  |  |
|                                           | Parciales: 17-20, 20-22, 18-14, 20-28                                          |                      |                                                               | |  |  |
|                                           | Estadísticas Miroslav Raduljica 13 Miroslav Raduljica 8 Dimitris Diamantidis 7 | Reporte Pts Reb Asts | Estadísticas 24 Darius Adams 6 Mike James 6 Ioannis Bourousis | Pabellón: Olympic Sports Center Athens Asistencia: 18.200 espectadores Árbitros: Luigi Lamonica Ilija Belosevic Olegs Latisevs Televisión: Euroleague TV Canal+ Deportes ETB 1 |  |  |
| 0:3                                       |                                                                                |                      |                                                               | |  |  |
|                                           |                                                                                |                      |                                                               | |  |  |

### CSKA Moscú - Estrella Roja
| 12 de abril de 2016 19:00 (CET) Partido 1 | CSKA Moscú                                                            | 84–74                | Estrella Roja                                              | Moscú |  |  |
|                                           | Parciales: 25-20, 19-20, 19-16, 21-18                                 |                      |                                                            | |  |  |
|                                           | Estadísticas Miloš Teodosić 23 Andréi Vorontsévich 7 Nando de Colo 10 | Reporte Pts Reb Asts | Estadísticas 14 Quincy Miller 6 Maik Zirbes 4 Stefan Jović | Pabellón: Megasport Arena Asistencia: 6.702 espectadores Árbitros: Daniel Hierrezuelo Sasa Pukl Amit Balak Televisión: Euroleague TV Canal+ Deportes |  |  |
| 1:0                                       |                                                                       |                      |                                                            | |  |  |
|                                           |                                                                       |                      |                                                            | |  |  |

| 14 de abril de 2016 19:00 (CET) Partido 2 | CSKA Moscú                                              | 77–76                | Estrella Roja                                               | Moscú |  |  |
|                                           | Parciales: 20-20, 24-28, 19-12, 14-16                   |                      |                                                             | |  |  |
|                                           | Estadísticas Kyle Hines 19 Kyle Hines 4 Nando de Colo 3 | Reporte Pts Reb Asts | Estadísticas 15 Stefan Jović 5 Quincy Miller 7 Stefan Jović | Pabellón: Megasport Arena Asistencia: 8.107 espectadores Árbitros: Juan Carlos García González Elias Koromilas Saso Petek Televisión: Euroleague TV Canal+ Deportes |  |  |
| 2:0                                       |                                                         |                      |                                                             | |  |  |
|                                           |                                                         |                      |                                                             | |  |  |

| 18 de abril de 2016 20:45 (CET) Partido 3 | Estrella Roja                                               | 71–78                | CSKA Moscú                                                    | Belgrado |  |  |
|                                           | Parciales: 21-18, 14-18, 12-23, 24-19                       |                      |                                                               | |  |  |
|                                           | Estadísticas Quincy Miller 15 Stefan Jović 6 Stefan Jović 6 | Reporte Pts Reb Asts | Estadísticas 20 Nando de Colo 9 Cory Higgins 7 Miloš Teodosić | Pabellón: Kombank Arena Asistencia: 18.087 espectadores Árbitros: Miguel Perez Perez Carmelo Paternico Petri Mantyla Televisión: Euroleague TV Canal+ Deportes |  |  |
| 0:3                                       |                                                             |                      |                                                               | |  |  |
|                                           |                                                             |                      |                                                               | |  |  |

### Lokomotiv Kuban - FC Barcelona
| 13 de abril de 2016 19:00 (CET) Partido 1 | Lokomotiv Kuban                                                        | 66–61                | FC Barcelona                                                 | Krasnodar |  |  |
|                                           | Parciales: 17-19, 10-14, 23-20, 16-8                                   |                      |                                                              | |  |  |
|                                           | Estadísticas Anthony Randolph 17 Anthony Randolph 10 Malcolm Delaney 7 | Reporte Pts Reb Asts | Estadísticas 13 Pau Ribas 6 Carlos Arroyo 8 Tomáš Satoranský | Pabellón: Basket Hall Asistencia: 7.235 espectadores Árbitros: Luigi Lamonica Ilija Belosevic Robert Lottermoser Televisión: Euroleague TV Canal+ Deportes Esport3 |  |  |
| 1:0                                       |                                                                        |                      |                                                              | |  |  |
|                                           |                                                                        |                      |                                                              | |  |  |

| 15 de abril de 2016 19:00 (CET) Partido 2 | Lokomotiv Kuban                                                    | 66–92                | FC Barcelona                                                          | Krasnodar |  |  |
|                                           | Parciales: 19-24, 12-24, 18-28, 17-21                              |                      |                                                                       | |  |  |
|                                           | Estadísticas Malcolm Delaney 19 Anthony Randolph 6 Víctor Claver 5 | Reporte Pts Reb Asts | Estadísticas 18 Juan Carlos Navarro 10 Ante Tomić 10 Tomáš Satoranský | Pabellón: Basket Hall Asistencia: 7.457 espectadores Árbitros: Fernando Rocha Carmelo Paternico Olegs Latisevs Televisión: Euroleague TV Canal+ Deportes Esport3 |  |  |
| 1:1                                       |                                                                    |                      |                                                                       | |  |  |
|                                           |                                                                    |                      |                                                                       | |  |  |

| 19 de abril de 2016 20:45 (CET) Partido 3 | FC Barcelona                                               | 82–70                | Lokomotiv Kuban                                                      | Barcelona |  |  |
|                                           | Parciales: 19-23, 23-13, 19-14, 21-20                      |                      |                                                                      | |  |  |
|                                           | Estadísticas Álex Abrines 25 Justin Doellman 7 Pau Ribas 4 | Reporte Pts Reb Asts | Estadísticas 16 Anthony Randolph 6 Anthony Randolph 2 Ryan Broekhoff | Pabellón: Palau Blaugrana Asistencia: 6.414 espectadores Árbitros: Christos Chritodoulou Damir Javor Eddie Viator Televisión: Euroleague TV Canal+ Deportes Esport3 |  |  |
| 2:1                                       |                                                            |                      |                                                                      | |  |  |
|                                           |                                                            |                      |                                                                      | |  |  |

| 21 de abril de 2016 20:45 (CET) Partido 4 | FC Barcelona                                                           | 80–92                | Lokomotiv Kuban                                                     | Barcelona |  |  |
|                                           | Parciales: 19-21, 16-19, 19-11, 22-25 (T.E.: 4-16)                     |                      |                                                                     | |  |  |
|                                           | Estadísticas Juan Carlos Navarro 19 Ante Tomić 6 Juan Carlos Navarro 4 | Reporte Pts Reb Asts | Estadísticas 28 Anthony Randolph 10 Víctor Claver 7 Malcolm Delaney | Pabellón: Palau Blaugrana Asistencia: 7.083 espectadores Árbitros: Sreten Radovic Borys Ryzhyk Milivoje Jovcic Televisión: Euroleague TV Canal+ Deportes Esport3 ETB 4 |  |  |
| 2:2                                       |                                                                        |                      |                                                                     | |  |  |
|                                           |                                                                        |                      |                                                                     | |  |  |

| 26 de abril de 2016 19:00 (CET) Partido 5 | Lokomotiv Kuban                                                      | 81–67                | FC Barcelona                                                        | Krasnodar |  |  |
|                                           | Parciales: 26-21, 24-18, 8-23, 23-5                                  |                      |                                                                     | |  |  |
|                                           | Estadísticas Malcolm Delaney 17 Chris Singleton 12 Malcolm Delaney 6 | Reporte Pts Reb Asts | Estadísticas 13 Stratos Perperoglou 8 Ante Tomić 7 Tomáš Satoranský | Pabellón: Basket Hall Asistencia: 7.495 espectadores Árbitros: Luigi Lamonica Robert Lottermoser Olegs Latisevs Televisión: Euroleague TV Canal+ Deportes Esport3 ETB 4 |  |  |
| 2:2                                       |                                                                      |                      |                                                                     | |  |  |
|                                           |                                                                      |                      |                                                                     | |  |  |